# Pero janichoni
Pero janichoni is een vlinder uit de familie van de spanners (Geometridae). De wetenschappelijke naam van de soort is voor het eerst geldig gepubliceerd in 2007 door Lévêque.

## Type
- holotype: "male. 25.IX.2003. leg. A. Lévêque. A. Lévêque, genitalia slide no. AL 12"
- instituut: Museo de Historia Natural, Universidad Nacional Mayor de San Marcos, Lima, Peru
- typelocatie: "Peru, Amazonas, piste de Balsas à Chachapoyas, km 53, 3100 m"